# Matthias von Axekow

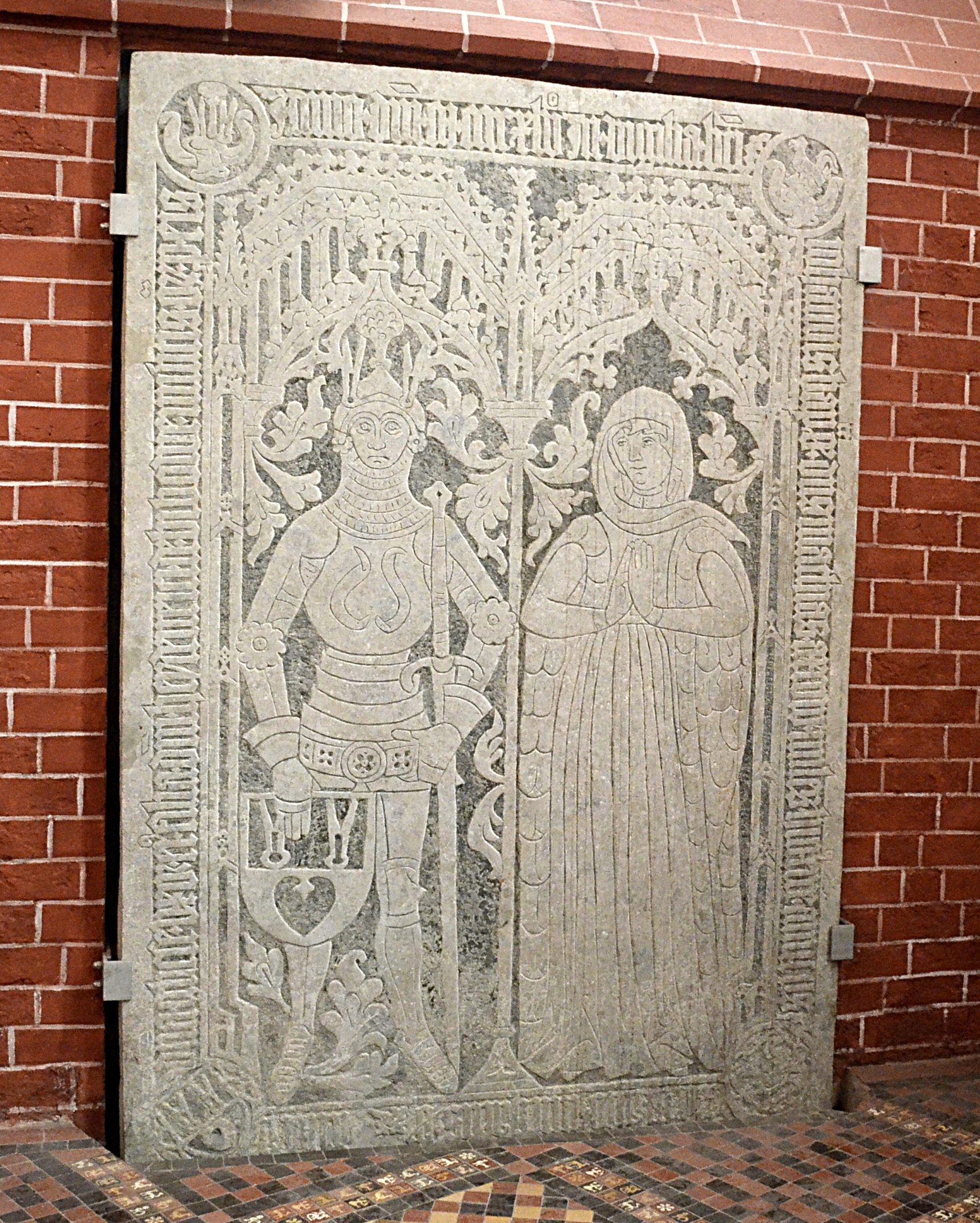
Grabplatte von Matthias von Axekow und seiner Frau Gesa von Bibow in Bad Doberan

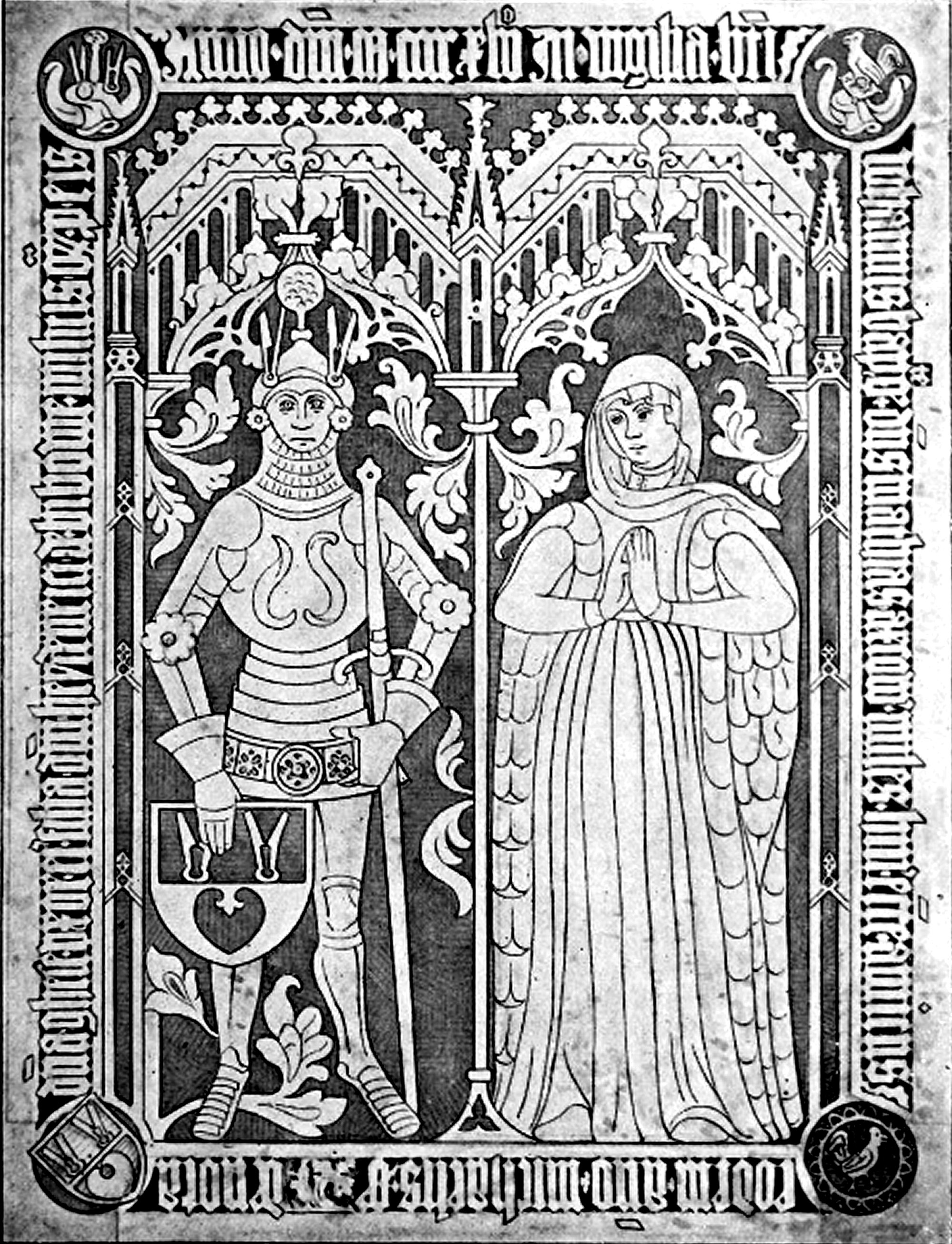
Grabplatte bei Friedrich Schlie

Matthias von Axekow († 23. Juni 1445) war Ritter und mecklenburgischer Marschall. Er übte während der Regentschaft von Herzogin Katharina zu Mecklenburg für ihre minderjährigen Söhne Heinrich und Johann bis 1436 die staatliche Macht in Mecklenburg als Feldherr und herzoglicher Rat tatsächlich aus.

## Leben
Der um 1395 geborene Matthias von Axekow war Sohn des Ritters Werner von Axekow auf Neuhof aus einer in Mecklenburg einflussreichen Adelsfamilie, die 1515 im Mannesstamm erlosch. Die politische Bedeutung der Familie wurde durch eine eigene Begräbniskapelle im Doberaner Münster unterstrichen. In der Überlieferung war Matthias das bekannteste Mitglied der Familie.

### Streit mit dem Lübecker Domkapitel
Matthias von Axekow, als Feldherr und Rat der Herzogin Katharina tatsächlicher Herr in Mecklenburg, hatte, weil er ein Recht an ihnen zu haben meinte, zwei Bauern in Wendorf bei Wismar greifen lassen. Das Lübecker Domkapitel betrachtete das Dorf als eines seiner Kapitelsdörfer und verwahrte sich dagegen bei der Herzogin. Diese wies die Klage des Kapitels ab. Axekow begab sich auf eine Pilgerreise nach St. Theobald in Thann. Als der Lübecker Bischof Johannes Schele und der Domdekan Nikolaus Sachau, die sich beide auf dem Konzil von Basel befanden, davon erfuhren, veranlassten sie, dass er in Rheinfelden festgesetzt wurde.
Der Versuch, sich gegen den extra zu diesem Zwecke entführten Lübecker Dompropst Berthold Rike austauschen zu lassen, scheiterte, weil Rike in der Gefangenschaft verstarb. Matthias von Axekow war nun Mordvorwürfen ausgesetzt und wurde exkommuniziert. Aus den späteren Sühnegeldzahlungen wurde die Marientidenkapelle des Lübecker Doms errichtet.